# La Zona – Do not cross
La Zona – Do not cross (Originaltitel: La zona, wörtlich „Die Zone“) ist eine spanisch-deutsche Thriller-Fernsehserie von 2017, die vor dem Hintergrund der Nachwirkungen eines fiktiven Reaktorunfalls in Nordspanien eine Kriminalgeschichte erzählt.

## Handlung
Bei einem Reaktorunfall südöstlich der nordspanischen Stadt Gijón sind etliche Menschen getötet oder verletzt und die umgebende Region radioaktiv verstrahlt worden. Als drei Jahre danach die Handlung einsetzt, gibt es rund um das nunmehr im Rückbau befindliche betroffene Kernkraftwerk eine Sperrzone, in der sich Zivilisten nicht aufhalten dürfen. Ausgenommen von diesem Verbot sind Wiederansiedlungsregionen, in die ihre einstigen Bewohner zurückkehren können, sowie Liquidatoren genannte Männer, die an der Dekontamination der Sperrzone arbeiten und auch darin wohnen. Zahlreiche Menschen leiden nach wie vor unter den Folgen des Störfalls, sei es körperlich, seelisch oder materiell. Manche Menschen werden dadurch kriminell, dass sie Gegenstände aus der Sperrzone nach draußen schmuggeln.

### Episoden 1 bis 4

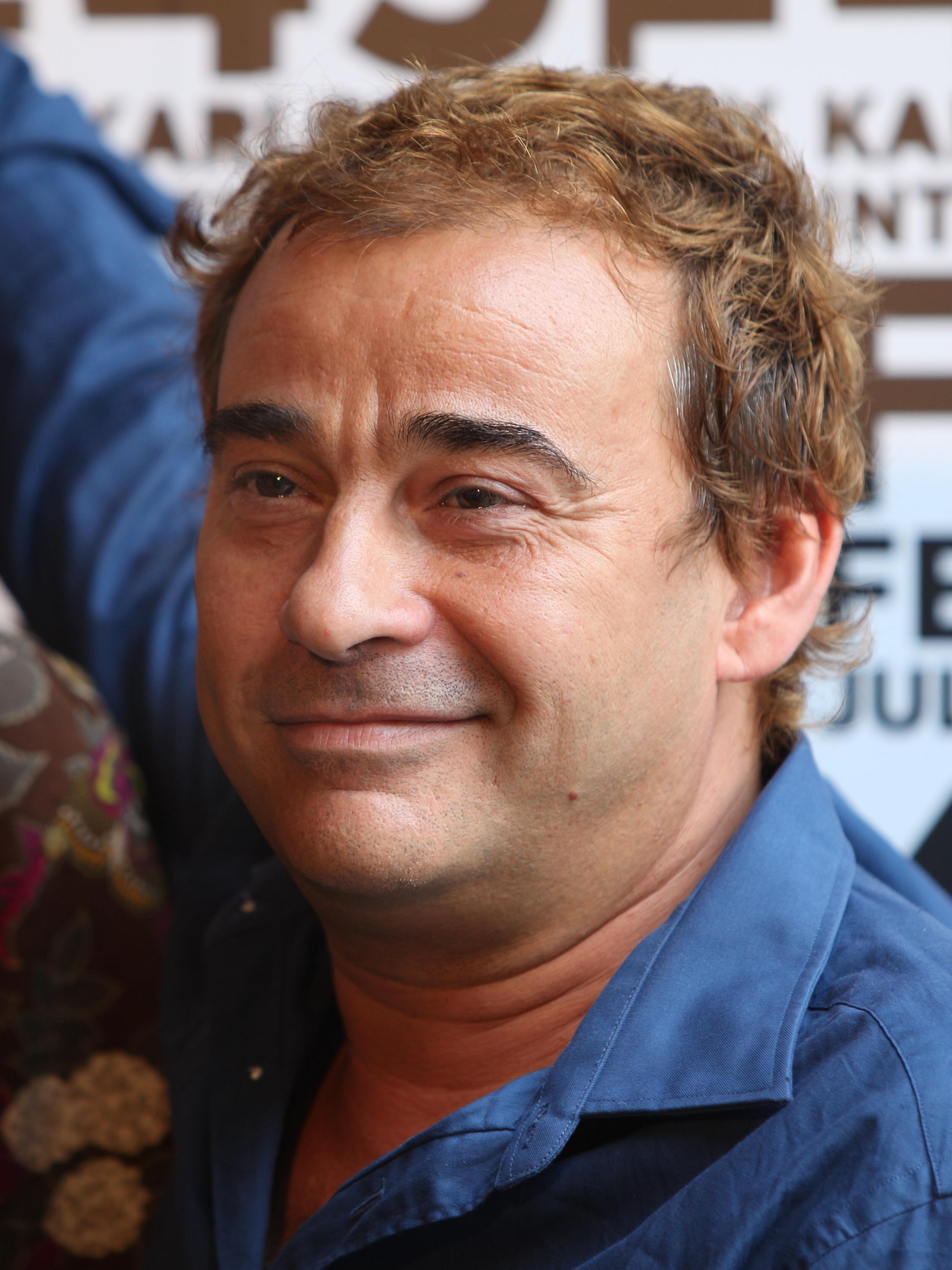
Eduard Fernández, Darsteller des Inspektors Hector Uría

In einer Lagerhalle in der Sperrzone entdeckt der Polizist Martín Garrido bei der Verfolgung der jungen Drogenschmugglerin Zoe die kopfüber aufgehängte Leiche von Zoes Onkel Estéban, die Wolfs- und menschliche Bissspuren aufweist. Martín beginnt mit seinem Kollegen, Polizeiinspektor Hector Uría, in dem Todesfall und dem Schmuggelgeschäft zu ermitteln. Hector ahnt noch nicht, dass Martín dem Boss des Schmugglerrings, Aurelio Barrero, als Informant dient. Auf Barrero wird Hector auch unter Mithilfe von Zoe aufmerksam, die als Gegenleistung wieder freigelassen wird. Kurz darauf lässt sich Zoe von Barrero dazu zwingen, zwei Leichen zu verbrennen, von denen einer laut Barreros Aussage Estébans Mörder ist.
Eines Nachts wird in einem Wohnhaus in einer Wiederansiedlungsregion die Leiche des Rentners Tomas aufgefunden, und zwar ebenfalls kopfüber aufgehängt und mit Bissspuren; seine Frau Luisa ist schwer verletzt. Ein Zusammenhang zu Estébans Tod liegt für die ermittelnden Polizisten nahe, zu denen nun auch der Bundespolizist Alfredo Asunción gehört. Dieser erkennt die Blutspur eines zweiten Fremden am Tatort. Bald sind sich die Ermittler sicher, dass der Mörder von Estéban und Tomas ein Liquidator aus der Kleinstadt San Adriano in der Sperrzone sein muss. Hector folgt der Spur des mutmaßlichen Mörders bis in einen von Liquidatoren besuchten Club in San Adriano, wo er auch Zoe beim Dealen mit Heroin erwischt, aber Barrero nicht ergreifen kann.
Als die Presse über wahrscheinliche Fehlidentifizierungen von Toten nach dem Reaktorunfall berichtet, setzt sich Martíns Tochter Esther Uría, Beraterin des Regierungsbeauftragten Ferreras, dafür ein, die öffentliche Aufmerksamkeit auf den Todesfall Estéban zu richten, um damit von den Fehlautopsien abzulenken und politischen Schaden abzuwenden. Die Nachricht über Fehlautopsien nach der Reaktorkatastrophe nährt in Hectors Ex-Frau Marta Carcedo die Befürchtung, dass ihr damals für tot erklärter, beider Sohn Fede womöglich nicht ordnungsgemäß bestattet sein könnte, und ist ihr Grund dafür, nun Hector aufzusuchen.
Als sich Zoe von Barrero absetzen möchte, ruft sie hilfesuchend Hector zu sich auf den Campingplatz, wo ihr Barrero mit dessen Helfer Dani auflauert und bereits ihren Vater Manuel erschossen hat, der Zoe schützen wollte. Hector erscheint dort mit Martín, der Barrero in einem Streit tötet und auch deshalb gegenüber Hector nun zugeben muss, dass er sich als Informant von Barrero hat erpressen lassen. Hector besucht ein Lokal, in das Barrero sowie der Jäger Lucio von einem Mann eingeladen wurde, den Lucio nur „Don Fausto“ nennt. Lucio ist einer von zwei Männern, die in dessen Auftrag im Wald in der Sperrzone mit Gewehren Jagd auf bestimmte Menschen machen.
Julia Martos, Hectors Freundin, bemerkt bei ihrer Arbeit als Ärztin ausgehend von gehäuften Krankmeldungen, dass kürzlich aus der Ruine des havarierten Kernkraftwerks ein ungewöhnlich hohes Maß an Radioaktivität ausgetreten ist und es dort ein Leck gegeben haben muss.

### Episoden 5 bis 8
Mit Zoes Hilfe verheimlichen Hector und Martín gegenüber Alfredo und ihrem Chef Luis Carreño ihre Anwesenheit auf dem Campingplatz und damit Martíns Verantwortlichkeit für Barreros Tod. Die Ermittler untersuchen die Angestellten der Reinigungsfirma ARV, bei der Barrero angestellt war. Sie hat über 1000, zu etwa einem Drittel vorbestrafte, Mitarbeiter, die als Liquidatoren an der Dekontamination arbeiten, und gehört dem zuvor nur „Don Fausto“ genannten Mann Fausto Armendáriz. Die Ermittler finden es stark verdächtig, dass einige der Mitarbeiter von dem Richter Juez Miralles zur Arbeit in der Firma geschickt wurden, obwohl das wegen ihres Straftatbestandes eine viel zu geringe Strafe ist. In der Folge stößt Hector auf eine langjährige Freundschaft zwischen Armendáriz, Lucio, Ferreras und Miralles.
Hector spricht entgegen Carreños Anweisung mit Armendáriz, der dabei offen zugibt, dass er wegen des allgemeinen Mangels an freiwilligen Liquidatoren kriminell und psychiatrisch auffällig gewordene Männer beschäftigt, die zu ihrer Arbeit gezwungen werden, um im Gegenzug damit verschont zu werden, wieder ins Gefängnis oder die Psychiatrie zu müssen. Nachdem Armendáriz von Hector erfahren hat, dass die Polizei hinter Lucio her ist, ordnet er an, Lucio von der Menschenjagd abzuziehen. Während Alfredo zunehmend klar wird, dass Hector ihm auch betreffs der Ereignisse auf dem Campingplatz und Barreros Tod etwas verheimlicht, trickst Hector ihn aus und ermittelt ohne ihn weiter. An einer Tankstelle in der Sperrzone entdeckt Hector einen der von Lucio gejagten Männer verletzt. Währenddessen ergreift Martín nach einer Verfolgungsjagd Dani und kommt Julia in Kontakt mit dem Ingenieur Fernando, der im Kraftwerkskontrollraum arbeitet und zu den neulichen Krankmeldungen gehört.
Der von Hector entdeckte, verletzte Liquidator sowie Dani und Fernando erzählen an dieser Stelle jeweils von den Ereignissen vor fünf Tagen, die in einer längeren Rückblende wiedergegeben werden: Am Kraftwerk haben Liquidatoren bei Bauarbeiten versehentlich Stromleitungen durchtrennt, wodurch im ganzen Objekt nicht nur die normale, sondern auch die Notstromversorgung ausfiel. Weil dadurch und durch ein Leck in der Kühlwasserzufuhr die Kühlung des Reaktors nicht mehr funktionierte, drohte ein Störfall von größerem Ausmaß als vor drei Jahren. Um wenigstens bis zum Eintreffen von Ersatzgeneratoren die Kühlung zu gewährleisten, müssten einige Personen ein Ventil für den Zustrom borierten Wassers öffnen, sich dazu aber einer hochgradig lebensgefährlichen Dosis Radioaktivität aussetzen. Laura, als AKW-Chefin mit Fernando im Kontrollraum, bat Armendáriz darum, dafür einige Männer von ARV einzusetzen. Als sich die dafür von Armendáriz’ Vorarbeiter vorgesehenen Liquidatoren weigerten, ließ Barrero ihnen unwissentlich die Droge Captagon einflößen, um sie gefügig zu machen. Der Plan scheiterte jedoch, die Männer wurden rasend vor Wut und griffen sich gegenseitig an, wobei zwei von ihnen starben. Die vier anderen flohen und ließ Armendáriz deshalb von Lucio bejagen. Dani überraschte einen anderen Mann beim Verzehr von den beiden Leichen. Wegen der ausgebliebenen Hilfe von ARV durchquerte Laura schließlich mit zwei Helfern selbst den verstrahlten Bereich, wurde danach ausgeflogen und nicht mehr gesehen.
In der Gegenwart lässt Armendáriz Hector entführen und, massiv unter Drogen gesetzt, in der Sperrzone gefesselt zurück, während Hector im Fernsehen durch ein Video diskreditiert wird, das ihn beim Einstecken eines Tütchens Heroin zeigt und von Ferrera der Presse zugespielt wurde. Zoe befreit Hector und nüchtert ihn aus, ehe er Almendáriz verhaftet und auf Julias Initiative hin seine Version der Geschichte einem Journalisten zwecks Enthüllung der Schuldigen erzählt. Indes ist der letzte flüchtige Liquidator Krusty dabei, sich in das Atomkraftwerk zu begeben, um in dessen Innerem eine TATP-Bombe zu zünden. Martín und Alfredo können ihn kurz vor dem Betreten des Kraftwerks stellen, wobei die Bombe explodiert und Alfredo stirbt. Ferreras weist seine Schuld an etwaiger Korruption zurück. Für die Ermittler bleibt die Identität des Mannes offen, der die Leichenteile verzehrt hatte.

## Produktion
Die Serie wurde durch den spanischen Pay-TV-Sender und Video-on-Demand-Anbieter Movistar+, der zum Konzern Telefónica gehört, und das ZDFneo koproduziert.
Alberto Sánchez-Cabezudo sagte gegenüber Variety, dass er und sein Bruder sich bei den Drehbüchern zur Serie von Spielfilmen haben inspirieren lassen, zu denen klassische Western sowie Blade Runner und Alien gehören. Die Brüder bezifferten den Zeitraum für die Entstehung der Drehbücher auf 16 Monate.
Des Weiteren nannten die Brüder Sánchez-Cabezudo als Inspirationsquellen für die erzählte Geschichte die Katastrophen von Tschernobyl 1986 und Fukushima 2011. Ähnlich, wie nach dem Unglück von Fukushima die Yakuza Obdachlose oder hoch verschuldete Menschen für Aufräumarbeiten in verseuchten Gebieten angeworben habe, so gebe es auch in der Serie La Zona arme Menschen, die für die Dekontaminationsarbeiten ihre Gesundheit riskieren.
Die Dreharbeiten begannen am 27. März 2017, für ihre Dauer waren 15 Wochen geplant. Zwei Crews hätten an 170 verschiedenen Sets gedreht, sagte Alberto Sánchez-Cabezudo gegenüber Variety.

## Besetzung und Synchronisation
Die deutsche Synchronfassung wurde von der Berliner Synchron hergestellt. Dialogbuchautorin und Dialogregisseurin war Beate Gerlach.
| Schauspieler          | Rollenname                         | Synchronsprecher          | Rolle                                                             |
| --------------------- | ---------------------------------- | ------------------------- | ----------------------------------------------------------------- |
| Eduard Fernández      | Hector Uría                        | Detlef Bierstedt          | Inspektor, Ex-Mann von Marta Carcedo, Vater von Esther Uria       |
| Álvaro Cervantes      | Martín Garrido                     | Peter Lontzek             | Inspektor                                                         |
| Alexandra Jiménez     | Julia Martos                       | Sabine Arnhold            | Ärztin, Freundin von Hector Uría                                  |
| Manolo Solo           | Alfredo Asunción                   | Sebastian Christoph Jacob | Inspektor aus Madrid                                              |
| Marina Salas          | Esther Uría                        | Alice Bauer               | Beraterin von Ferreras, Tochter von Hector Uría und Marta Carcedo |
| Josean Bengoetxea     | Luis Carreño                       | Thomas Schmuckert         | Chefinspektor                                                     |
| Juan Codina           | Manuel Montero                     | Michael Bauer             | Vater von Zoe                                                     |
| Alba Galocha          | Zoe Montero                        | Manja Doering             | Schmugglerin                                                      |
| Sergio Peris-Mencheta | Aurelio Barrero                    | Matti Klemm               | Drogendealer, Angestellter von Fausto Armendáriz                  |
| Juan Echanove         | Fausto Armendáriz alias Don Fausto | Uli Krohm                 | Geschäftsführer der Reinigungsfirma ARV                           |
| Pau Durà              | Ferreras                           | Till Hagen                | Regierungsbeauftragter                                            |
| Emma Suárez           | Marta Carcedo                      | Sabine Mazay              | Ex-Frau von Hector Uría, Mutter von Esther Uría                   |
| Karlos Sastre         | Danielle „Dani“ Gutierrez          | Sebastian Fitzner         | Helfer von Barrero                                                |
| Luis Zahera           | Lucio                              | Reinhard Scheunemann      | Jäger, Helfer von Fausto Armendáriz                               |

## Veröffentlichung
| Nr. | Originaltitel                      | Spanische Erstausstrahlung |
| --- | ---------------------------------- | -------------------------- |
| 1   | En tierra de nadie                 | 27. Okt. 2017              |
| 2   | Control animal                     | 2. Nov. 2017               |
| 3   | El Balneario                       | 9. Nov. 2017               |
| 4   | Insomnio                           | 16. Nov. 2017              |
| 5   | La Iluvia                          | 23. Nov. 2017              |
| 6   | El mal necessario                  | 30. Nov. 2017              |
| 7   | Pérdida accidental de refrigerante | 7. Dez. 2017               |
| 8   | El último lobo                     | 14. Dez. 2017              |

Ihre Erstausstrahlung im Fernsehen hatte die Serie vom 27. Oktober bis 14. Dezember in wöchentlichem Rhythmus beim Pay-TV-Sender Movistar+. Schon zuvor, am 12. Oktober 2017, waren die Serie oder Teile von ihr beim Filmfestival von Sitges vorgeführt worden.
Erstmals auf Deutsch erschienen alle acht Episoden am 1. Juni 2019. Ab jenem Tag waren sie in der ZDFmediathek als Video-on-Demand abrufbar. In der Zeit vor 22 Uhr war dies wegen der FSK-16-Freigabe nur mit Alterslegitimation möglich. Paarweise strahlt sie das ZDFneo zudem wöchentlich aus, beginnend ebenfalls am 1. Juni. Die Episoden tragen in der deutschen Synchronfassung keinen deutschen Titel. Die Veröffentlichung der deutschen Fassung auf DVD und Blu-ray ist für den 24. Juni 2019 angekündigt.

## Auszeichnungen
Die Serie war 2018 in einigen Kategorien für spanische Film- und Fernsehpreise nominiert. Beim Fotogramas de Plata gab es zwei Nominierungen: für Eduard Fernández als bester Fernsehschauspieler sowie für den Zuschauerpreis für die beste spanische Serie. Für den Premios Feroz wurde die Serie in den vier Fernsehserien-Kategorien Beste Hauptdarstellerin (Alexandra Jiménez), Bester Hauptdarsteller (Eduard Fernández), Beste Nebendarstellerin (Emma Suárez) und Beste Dramaserie vorgeschlagen, von denen es in den beiden letztgenannten auch Prämierungen gab. Nominiert als beste Hauptdarstellerin wurde Jiménez überdies von der spanischen Schauspielervereinigung.

## Kritik
Von deutschen Kritikern gab es Lob für die Serie. Der Film-Dienst etwa bewertete sie mit vier von fünf möglichen Sternen und beurteilte sie als ambitioniert, die Darstellerleistungen als beeindruckend und die erzählte Geschichte als facettenreich. Bei Zeit online wurde die Serie als eine der besten des Monats Juni 2019 empfohlen. Autor Daniel Gerhardt befand sie für dann am besten, „wenn sie ihren Figuren in die Wälder der Sperrzone folgt – und dabei zuguckt, wie sie unter permanentem Strahleneinfluss langsam zu Zombies werden.“ Hingegen bleibe sie als politisches Intrigenspiel „unterentwickelt“. In der FAZ meinte der Kritiker Oliver Jungen, dass es der Serie „hervorragend“ gelinge, „die von Trauer, Zorn und Furcht bestimmte Atmosphäre rund um die Sperrzone zu evozieren“ und es sei „der stets für Details und Beiläufigkeiten aufmerksame Blick,“ der sie auszeichne. Durch die sensible Figurenzeichnung sei auch ihre zentrale Botschaft glaubhaft, nämlich dass es in „dieser beinahe altarbildwürdigen Hölle […] die über nackte Bedürfnisse hinausgehenden Sehnsüchte“ seien, durch die sich Menschen von Monstren unterscheiden würden.